# Vernolat
Vernolat ist eine chemische Verbindung aus der Gruppe der Thiocarbamate.

## Gewinnung und Darstellung
Vernolat kann durch Reaktion von Phosgen mit 1-Propanthiol und deren Produkt mit Dipropylamin gewonnen werden.

## Verwendung

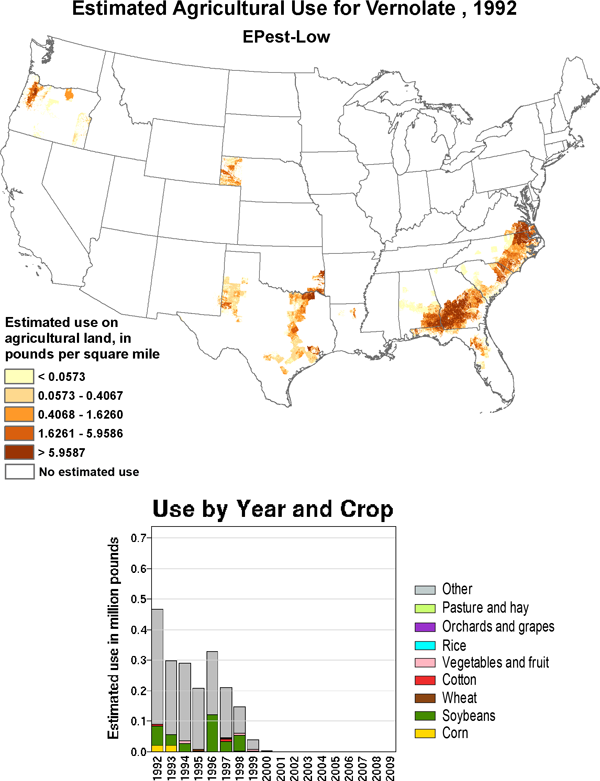
Geschätzte Ausbringungsmenge in den USA 1992

Vernolat wird als selektives Vorauflaufherbizid im Erdnuss-, Tabak- und Sojabohnenanbau verwendet. Die Verbindung wurde 1954 von Stauffer Chemical eingeführt.
Die ausgebrachte Menge sank in den USA kontinuierlich ab.

## Zulassung
Der Wirkstoff ist in der Europäischen Union und in der Schweiz nicht für die Verwendung in Pflanzenschutzmitteln zugelassen.